# Tyczka mikrofonowa
Tyczka mikrofonowa (ang. boom pole; w żargone filmowym nazywana wędką) służy wraz z zamocowanym na jej końcu mikrofonem do nagrywania dźwięku na planie filmowym np. setek. Wykonana z aluminium lub tworzywa jest na tyle lekka, że umożliwia trzymanie jej nad głowami aktorów przez cały czas trwania ujęcia. Zwykle ma budowę teleskopową, co pozwala na łatwą regulację jej długości. Zakończona gwintem np. 3/8 cala pozwala na montaż różnych uchwytów mikrofonowych. Dla przykładu: uchwyt elastyczny zawiesza mikrofon kierunkowy pomiędzy splotem gumek niwelując tym samym wszelkie możliwe drgania, które asystent dźwięku mógłby przenosić za pośrednictwem tyczki do mikrofonu.